# Ponton (prison flottante)
Pour les articles homonymes, voir Ponton (homonymie).

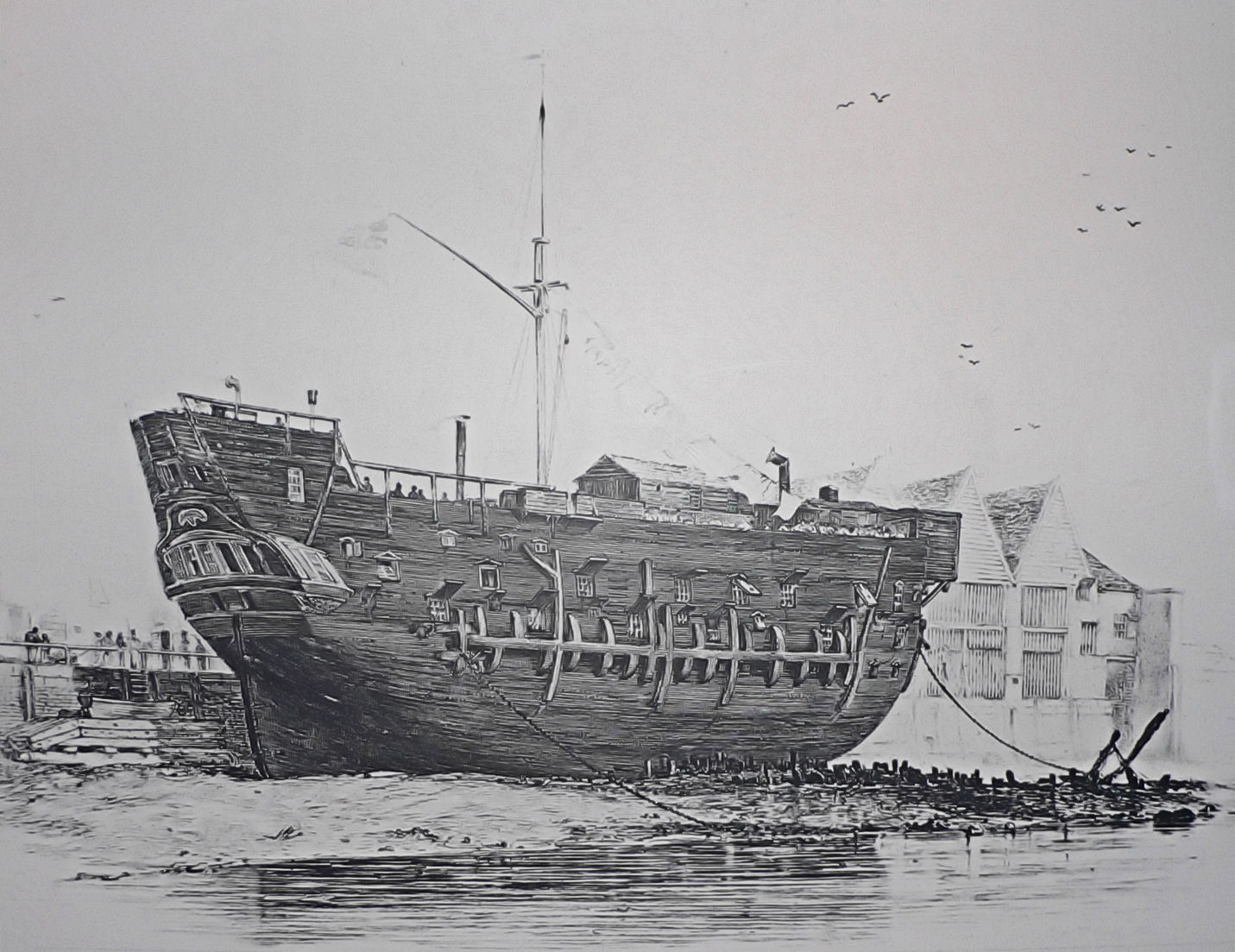
, converti en ponton à Deptford. Lancé en tant que sloop de 10 canons à Rotherhithe en 1789, le navire a servi de ponton de 1818 jusqu'à sa destruction en février 1834.

Un ponton est un type de bâtiment de servitude (également appelé « ponton » lato sensu) servant de prison flottante, en usage à la fin du XVIIIe et au début du XIXe siècle. Servaient de pontons des navires de guerre désarmés — c'est-à-dire, dans le langage maritime, démunis de moyens de navigation, ce qui dans ce cas allait jusqu'à la suppression des mâts — et ancrés à proximité des côtes. On y entassait les prisonniers en grand nombre, l'avantage étant qu'un personnel réduit suffisait à surveiller les prisonniers.
Les pontons ont été utilisés par les révolutionnaires français pendant la Terreur, et par les Anglais à Cadix pour garder les prisonniers de Trafalgar.

## France

### Nantes
L'habitude d'enfermer des détenus dans les cales des navires ancrés au port a été prise bien avant Jean-Baptiste Carrier. Le procédé présente le double avantage d'isoler complètement les détenus et de limiter au minimum les risques d'évasion. En outre, par suite du blocus, il ne manque pas de bateaux disponibles. À Nantes, les détenus sont emprisonnés sur la Louise, le Thérèse, la Gloire. Plusieurs galiotes servent à dégorger la prison des Saintes-Claires.
Des prêtres réfractaires, pris parmi les plus âgés, sont ainsi internés sur le Thérèse en juillet 1793 ; fin octobre ils sont transférés sur un autre navire, la Gloire, qui est leur tombeau. Les transbordements des prisons aux navires préparent les noyades en facilitant leur exécution. Mais avant d'être noyés, les détenus risquent de périr d'inanition ou de maladie.

### Rochefort
Trois pontons ancrés en rade de Rochefort servent également à emprisonner et faire disparaître 829 prêtres réfractaires pendant la période de la Terreur, durant la Révolution française. Initialement prévus pour déporter les internés vers les bagnes de Guyane, ces pontons sont finalement restés ancrés devant l'île d'Aix à partir du printemps  1794. Les trois pontons avaient pour noms : Washington, Deux-Associés et Bonhomme Richard. 64 prêtres martyrs ont été béatifiés par Jean-Paul II en octobre 1995 et sont célébrés à différentes dates par l'Église catholique romaine, sous le vocable générique de martyrs des pontons de Rochefort.

### Les pontons de la Commune de Paris
Après la répression de la Commune de Paris, des communards ont été détenus sur des pontons. Cette pratique transitoire n'aurait duré que quelques mois mais a été utilisée dans plusieurs ports, Brest, Lorient, Nantes, Rochefort. Au total environ 27 navires ont été utilisés dont le Tage, Les nombreux « rebelles » ou « insurgés » (appellation reprise dans les registres de détention) sont incarcérés soit sur les pontons des navires désarmés présents dans les rades des quatre ports concernés, soit dans des dépôts à terre, forts militaires ou prisons.

## Dans la littérature

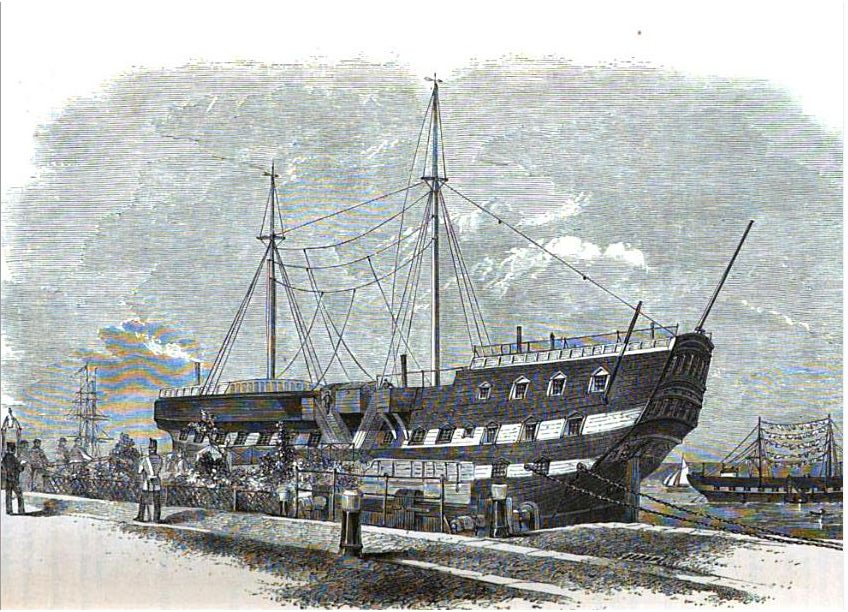
Le bateau-prison HMS Warrior, d'après une illustration tirée de l'ouvrage The Criminal Prisons of London, and Scenes of Prison Life (1862).

- Sous l'Empire, les pontons anglais avaient une réputation exécrable. Voir par exemple Mes pontons, de Louis Garneray, prisonnier pendant 9 ans.
- Isa fait évader son ami Hoël d'un ponton anglais dans le second tome des Passagers du vent, justement nommé Le Ponton.
- Les pontons figurent également dans le dernier vers du fameux poème d'Arthur Rimbaud Le Bateau ivre, écrit en 1871 en référence à l'écrasement de la Commune de Paris lors de la semaine sanglante : « Ni nager sous les yeux horribles des pontons. »